# Радослав Агатоновић
Радослав Агатоновић (Брус, 30. јун/12. јул 1869 — Београд, 31. мај 1928) био је историчар, политичар, народни посланик и гимназијски професор.

## Биографија
Рођен је у Брусу, у срезу козничком, у Крушевачком округу, од мајке Марије и оца Лазара родом из Криве Реке. Родитељи су живели у Брусу тамо су сахрањени, на старом гробљу код цркве Светог Преображења.
У Брусу је завршио основну школу, нижу гимназију у Крушевцу, а вишу у Нишу (1880). На Великој школи у Београду је завршио Историјско-филолошки факултет , а након тога је боравио у Паризу ради усавршавања.
У периоду 1893—1899 је радио као професор гимназије у Нишу, а по положеном професорком испиту је око две године радио као професор Солуну, а затим као директор Српске гимназије у Скопљу (1899–1901). За рад у јужним карјевима, га је тадашњи министар просвете Љубомир Ковачевић, после тајне инспекције одликовао Краљевским орденом Светог Саве, четвртог степена.
По повратку у Србију 1902. радио је као школски надзорник у крајинском округу, а у периоду 1903—1922 је поново радио као професор на гимназији у Нишу.
Први пут за народног посланика изабран је 1903, али му је мандат поништен, у корист кандидата радикала, па је наставио да ради као професор у Нишу. Истовремено се бавио политиком, у новоформираној националистичкој странци старих либерала, успевши да помири прваке странке која је претходних десет година била поцепана, одузевши на тај начин Ниш радикалима.
У Нишком округу изабран за народног посланика 1906. На редовном сазиву Народне скупштине у Београду (1909—1910) је био један од секретара. Све до 1912. стално је поново биран за народног посланика за град Ниш, Нишки и Крагујевачки округ. Остао је упамћен као један од посланика који се противио доношењу Закона о радњама на парламентарној скупштини 10. јуна 1910, којим је, између осталог, радно време радника ограничено на 10 сати, што је представљало велику победу радничког покрета за то време. Пошто је беснео на том заседању Скупштине, називајући све раднике туђим шпијунима, „Радничке новине“ су у броју 70 његову изјаву уоквириле црним наднасловом, проглашавајући га непријатељем радничке класе број један.
Радио је на одржању националне свести, борби против егзархије и на одбрани националних интереса Срба у Македонији и Старој Србији. У то време су оснивана многа спортска и кутурна удружења.
До Првог светског рата је припадао Либералној страници, а после 1918. Демократској странци.
У периоду 1912—1918 је учествовао у ратовима, као резервни официр. У Нишу - ратној престоници уређивао је лист „Српска застава”. За време окупације налазио се у емиграцији и био члан опозиционог блока. Прешао је Албанску голготу и до 1918. био народни посланик у Скупштини Србије у избеглиштву. Био је један од преговарача за ступање у Демократску заједницу са групом Војислава Вељковића, чиме је постао један од оснивача Демократске странке. У оквиру групе је активно учествовао у скупштини. У овој странци је врло активан и у скупштини и у народу, себи је постепено али поуздано израдио парламентарно посланичко место. Године 1922. поново је изабран за посланика. Успевао је да буде биран са све већим бројем гласова и у најтежим опозиционим приликама. Обављао је и функције секретара Уставотворне и Законодавне скупштине, те потпредседника Народне скупштине (1928).
Био је члан управе Удружења резервних официра. Радио је на инвалидским питањима. Обављао је функцију најпре потпреседниика, а затим председника „Међусавезничког комитета за проучавање инвалидског питања“. На конгресима Комитета је дао неколико корисних предлога, који су објављени у часопису комитета и били прихваћени у законодавствима Француске и Белгије. За тај рад је добио Крст Круне, највише одликовање белгијског краља.
Изучавао је средњовековну и нововековну историју српског народа и бавио се превођењем с француског језика. Написао је већи број чланака на тему историје Срба, од којих се неки односе на предхришћански период, објављених разним часописима. Био је један од уредника нишког часописа „Слава”.
У Београду је учествовао је при обнови „Побратимства“ и био председник литерарне дружине „Ђуро Даничић“. У Нишу је био оснивач Соколског друштва „Душана Силног“, Велосипедског клуба, члан Француског клуба и један од његових организатора течајева француског језика за грађане и учитеља, организатор вечерње школе за аналфабете из јужних крајева, организатор омладинског клуба „Коло“, првог народног универзитета за просвећивање. Дао је идејно решење за изградњу Споменика незнаном јунаку на Авали.
Смрт га је затекла у чину резервног потпуковника, радећи као народни посланик за Нишки округ. Умро је у 59-тој години, након дванаестодневног тешког боловања од запаљења плућа, 31. маја 1928. године у Београду. Управо маја 1928. године у Београду су избиле масовне студентске демонстрације поводом Нептунских конвенција, које је Краљевина СХС потписала 1925. године са Италијом. Његова смрт је тако, на кратко, смирила политичке страсти у земљи.
Сахрањен је наредног дана о скупштинском трошку, у Аркадама на Новом гробљу у Београду.
Једна улица у Нишкој Бањи носи његово име од 2013. године.

## Дела
- „Симеон-Синиша Немањић Палеолог“, историјска расправа (1893)
- „Српски устанци у вези са народним сеобама у туђину од 1459. до 1814“, историјска расправа заједно са Пауном М. Спасићем (1895, 1896)
- „Одношаји између Србије и Бугарске од XII-XV века“, историјска расправа (1899)
- „Савезничка заштита ратних инвалида” (фр. La protection interalliee des invalides de la guerre) , Париз (1922)
- „Закон о привременој помоћи инвалида и породица погинулих и несталих војника као и неких грађанских ратних жртава” (1921)[10]
- Леже, Луј: „Словенска митологија”, превод с француског (1904)[10]

## Породица
Са супругом Даницом (1877—1947) имао је ћерку јединицу Милицу - Милу Бошковић (1896—1970), која је била оперска певачица.